# Crax fasciolata
El muitú o pavón muitú  (Crax fasciolata), también conocido como mamaco y mutum, es una especie de ave galliforme de la familia Cracidae que se encuentra en los bosques del noreste de Argentina, este de Bolivia, centro de Brasil y Paraguay.

## Características
Presenta dimorfismo sexual notorio. El plumaje de las hembras es gris obscuro barreteado de blanco con el vientre amarillento, en tanto que el plumaje de los machos es negro con el vientre y la punta de la cola blancos, la cera y la base del pico amarillos con una pequeña protuberancia. la piel alrededor del ojo es negra. Mide alrededor de 80 cm.

## Historia natural
Se alimentan en grupos, parejas o solos en el suelo, de frutos semillas, flores y hojas. Anidan en las ramas de los árboles a unos 4 m de altura; la hembra pone 2 huevos que incuban por 30 días.
El Crax fasciolata fue declarado monumento natural provincial por la ley n.º 1582 de 14 de junio de 2012 de la provincia de Formosa en Argentina.

## Subespecies
Se conocen tres subespecies de Crax fasciolata:
- Crax fasciolata pinima - noreste de Brasil
- Crax fasciolata fasciolata - tierras bajas de Brasil a Paraguay y noreste de Argentina.
- Crax fasciolata grayi - este de Bolivia